# 제47회 아카데미상
제47회 아카데미상은 1975년 4월 8일에 열린 시상식이다. LA 도로시 챈들러 파빌리온에서 개최되었으며 사회자는 밥 호프, 셜리 맥레인, 새미 데이비스 주니어, 프랭크 시나트라이다.

## 후보 및 수상

### 작품상
- 대부 2 - 프란시스 포드 코폴라 수상
- 차이나타운 - 로버트 에반스
- 컨버세이션 - 프란시스 포드 코폴라
- 레니 - 마빈 워스
- 타워링 - 어윈 앨런

### 남우주연상
- 해리와 톤토 - 아트 카니 수상
- 차이나타운 - 잭 니콜슨
- 대부 2 - 알 파치노
- 레니 - 더스틴 호프만
- 오리엔트 특급 살인 사건 - 앨버트 피니

### 여우주연상
- 엘리스는 이제 여기 살지 않는다 - 엘렌 버스틴 수상
- 차이나타운 - 페이 더너웨이
- Claudine - 디아안 캐롤
- 레니 - 발레리 페린
- 영향 아래 있는 여자 - 제나 로우랜즈

### 남우조연상
- 대부 2 - 로버트 드 니로 수상
- 대부 2 - 마이클 V. 가조
- 대부 2 - 리 스트라스버그
- 대도적 - 제프 브리지스
- 타워링 - 프레드 아스테어

### 여우조연상
- 오리엔트 특급 살인 사건 - 잉그리드 버그만 수상
- 엘리스는 이제 여기 살지 않는다 - 다이안 래드
- 브레이징 새들스 - 매들린 칸
- 대부 2 - 탈리아 샤이어
- 사랑의 묵시록 - 발렌티나 코르테스

### 감독상
- 대부 2 - 프란시스 포드 코폴라 수상
- 차이나타운 - 로만 폴란스키
- 레니 - 밥 포시
- 사랑의 묵시록 - 프랑수아 트뤼포
- 영향 아래 있는 여자 - 존 카사베츠

### 각본상
- 차이나타운 - 로버트 타운 수상

### 각색상
- 대부 2 - 프란시스 포드 코폴라 수상

### 촬영상
- 타워링 - 프레드 J. 코엔캠프 수상

### 편집상
- 타워링 - 해롤드 F. 크레스 수상

### 미술상
- 대부 2 - 딘 타불라리스 수상

### 의상상
- 위대한 개츠비 - 데오니 V. 알드리지 수상

### 음악상
- 대부 2 - 니노 로타 수상

### 주제가상
- 타워링 - Al Kasha 수상

### 음향믹싱상
- 대지진 - Pierce, Ronald 수상

### 외국어영화상
- 나는 기억한다 - 페데리코 펠리니 수상

### 단편애니메이션상
- 월요일마다 휴업 - 윌 빈턴 수상

### 단편영화상
- One-Eyed Men Are Kings - Paul Claudon 수상

### 장편다큐멘터리상
- Un Uomo da rispettare - Peter Davis 수상

### 단편다큐멘터리상
- 돈트 - 로빈 레먼 수상

### 공로상
- 하워드 혹스 수상
- 장 르누아르 수상

### 진 허숄트 박애상
- Arthur B. Krim 수상

### 음악스코어링상
- 위대한 개츠비 - 넬슨 리들 수상

## 같이 보기
- 제32회 골든 글로브상
- 제28회 영국 아카데미 영화상